# Lojze Wieser

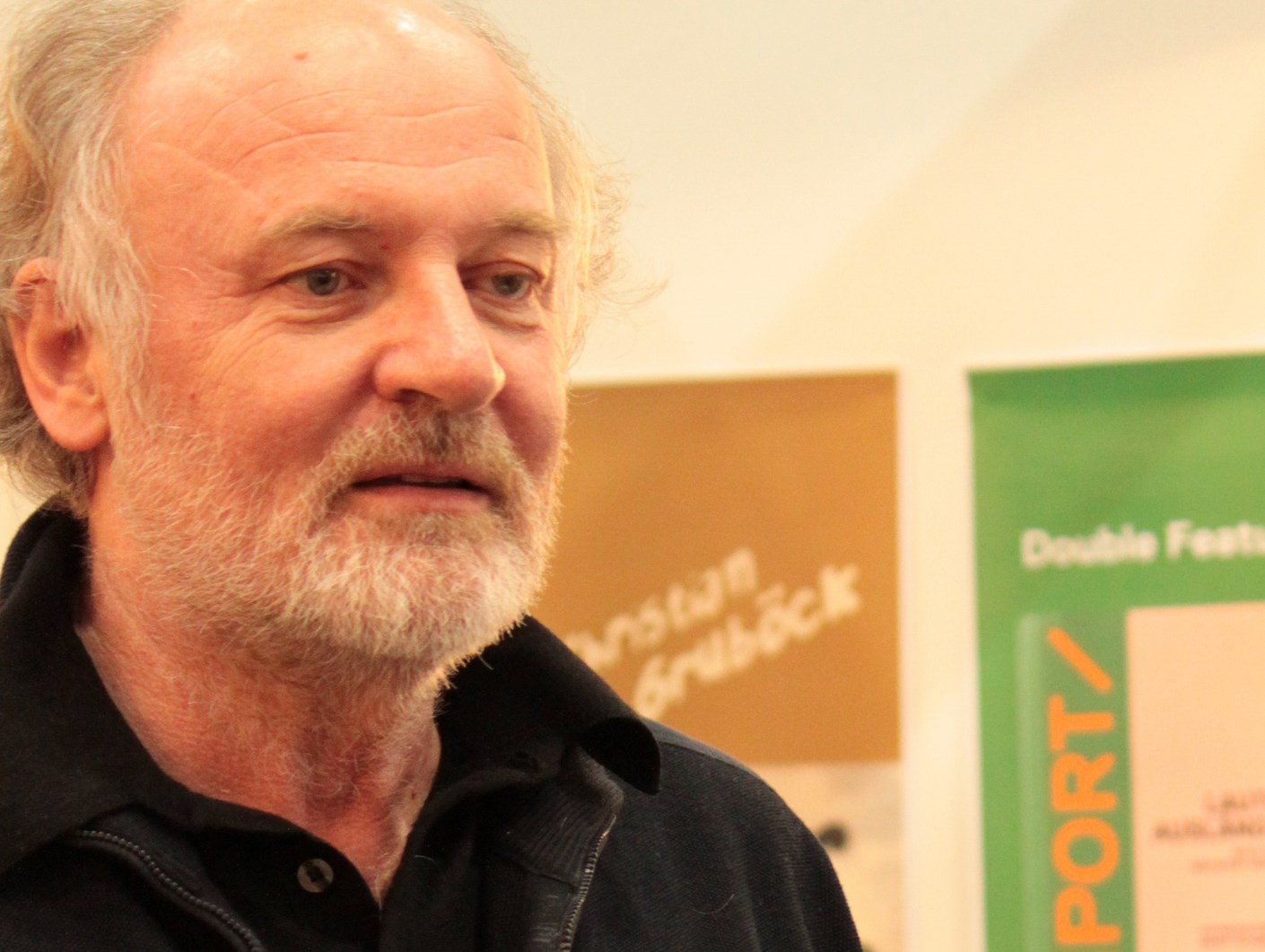
Lojze Wieser (2011)

Lojze Wieser (* 1954 in Klagenfurt, bürgerlich Alois Wieser) ist ein slowenischsprachiger österreichischer Buchverleger und Autor.

## Leben
Wieser wuchs in Tschachoritsch/Čahorče auf und besuchte nach der Volksschule das slowenische Gymnasium in Klagenfurt. Nach seiner Buch- und Handelslehre arbeitete er in Buchhandlungen und Druckereien und gründete seine eigene Druckerei in Wien. Von 1981 bis 1986 war er Leiter des Drava Verlages, den sein eigener Verlag 2016 kaufte.
Seit 1987 ist er Eigentümer des Wieser Verlags. Bis heute ist es programmatisches Ziel Wiesers, mit Hilfe seines Verlages unbekannte Literatur aus Slowenien und anderen Ländern Ost- und Mitteleuropas in deutscher Übersetzung herauszugeben. 1990 erhielt Wieser den ersten Österreichischen Staatspreis für Verleger.
Während des Slowenien-Krieges, 1991, war er Koordinator des Informationsbeschaffungszentrums des Österreichischen Rundfunks (ORF) und organisierte für Autoren aus dem Raum Ex-Jugoslawiens das Exil.
Wegen seiner besonderen Leistungen für das kulturelle Klima in Kärnten wurde ihm auf Vorschlag von Andreas Khol vom österreichischen Bundespräsidenten Thomas Klestil 2004 der Berufstitel Professor verliehen. 2007 wurde ihm aufgrund seiner Verdienste um die Herausgabe serbischer Literatur der Dositej-Obradović-Preis überreicht.
Seit September 2013 hat der Gastrosoph  Lojze Wieser gemeinsam mit Martin Traxl im ORF die eigene Sendereihe Der Geschmack Europas mit kulinarischen Reisereportagen. Die Reihe überträgt das Konzept der literarischen Buch- und Hörbuchreihe Europa erlesen des Wieser Verlags auf die Regionalküchen.
2016 erwarb die Wieser Verlag GmbH den Klagenfurter Drava Verlag, der nun von einer Wieser-Mitarbeiterin geleitet wird. Die bisherigen Drava-Eigentümer erhielten als Ausgleich 35 % der Wieser Verlag GmbH.

## Auszeichnungen
- 1990: Erster Österreichischer Staatspreis für Verleger[2]
- 2004: Verleihung des Berufstitels Professor
- 2007: Dositej-Obradović-Preis
- 2017: Ehrenurkunde der Landeshauptstadt Klagenfurt
- 2018: Gourmand World Cookbook Award für das Kochbuch zur ORF-Reihe Der Geschmack Europas[7][8]
- 2018: Großes Ehrenzeichen des Landes Steiermark[9]
- 2021: Großes Goldenes Ehrenzeichen des Landes Kärnten
- 2024: Goldenes Verdienstzeichen des Landes Wien[10]

## Veröffentlichungen
- Europa leben/Evropo ziveti, Die slowenische Köchin/Slovenska kuharica (Hg., gemeinsam mit Fabjan Hafner), Wieser Verlag, Klagenfurt/Celovec 2006.
- Lojze Wieser: Die Zunge reicht weiter als die Hand. Anmerkungen eines Grenzverlegers. Czernin Verlag, Wien 2004.
- Eine Sammlung. Internationales Malersymposium (gemeinsam mit Martina Braun, Intendant Michael Weger, Dipl.-Ing. Ivo Vajgl, Dr. Michael Ley und Othmar Resch), Wieser Verlag, Klagenfurt/Celovec 2007.
- Lojze Wieser: S knjigo v svet. Wieser Verlag, Klagenfurt/Celovec 2007.
- Kochen unter anderen Sternen. Wie das Essen so schmeckt. Geschichten von entlegenen Speisen erzählt von Lojze Wieser und seinen Köchen. Czernin Verlag, Wien 2007.
- Lojze Wieser: Christoph Wagner, Barbara Maier: Geschmacksverwandtschaften. Eine kleine europäische Speisefibel mit Rezepten. Wieser Verlag, Klagenfurt/Celovec 2009.
- Norbert Schreiber, Lojze Wieser (Hrsg.): Wie schmeckt Europa? Edition Geist&Gegenwart, Wieser Verlag, Klagenfurt/Celovec 2009.
- Norbert Schreiber, Lojze Wieser (Hrsg.): Europa weiter erzählen. Edition Geist&Gegenwart, Wieser Verlag, Klagenfurt/Celovec Juni 2011
- Fabjan Hafner und Lojze Wieser (Hrsg.) Slovenska kuharica / Die slowenische Köchin, Wieser Verlag, Klagenfurt/Celovec 2015